# Артефакты сжатия
Артефакты сжатия — заметные искажения изображения, звука, видео, вызываемые сжатием с потерями.
Если компрессор в случае сжатия с потерями не может корректно воспроизвести информацию из сжатой версии, появляются искажения.
Так, например, артефакты сжатия JPEG и MPEG при большом коэффициенте сжатия представляют собой прямоугольные поля одного цвета, которые могут принимать довольно крупный размер в одноцветных областях изображения. Также они снижают чёткость изображения.
Для звука в формате MP3 искажения тем больше, чем меньше частота дискретизации и битрейт.
Минимизация воспринимаемых артефактов является ключевой задачей при реализации алгоритма сжатия с потерями. Однако артефакты иногда намеренно создаются для художественных целей, например как в глитч-арте.
С технической точки зрения, артефакт сжатия — это особый класс ошибок данных, который обычно является следствием квантования сжатия данных с потерями. Где используется кодирование преобразования, они обычно принимают форму одной из базисных функций пространства преобразования кодера.

## Изображения

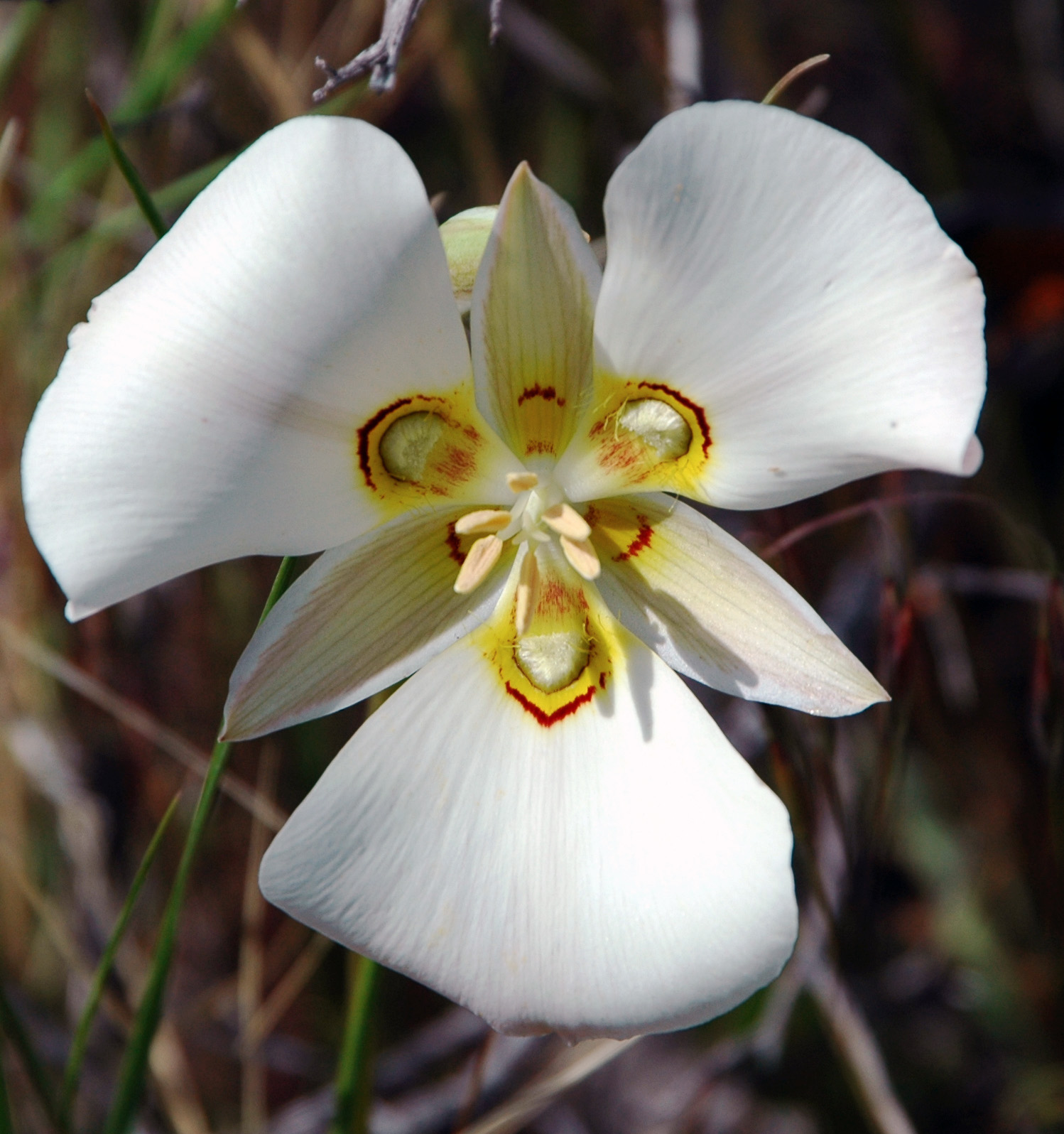
Оригинальное изображение с хорошим переходом цветов
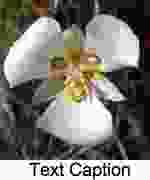
Потеря чёткости на границах цвета, общая нерезкость, шумовые ореолы вокруг резких границ при использовании JPEG с большими коэффициентами сжатия
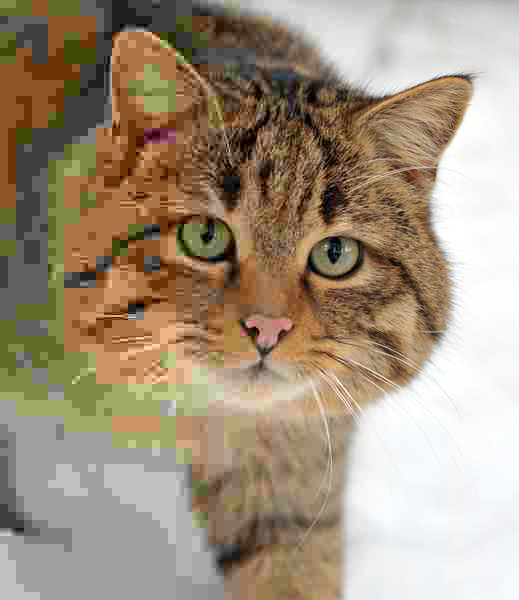
Артефакты сжатия JPEG-изображения европейской кошки. Степень сжатия увеличивается справа налево
Артефакты сжатия текста в формате JPEG

При выполнении блочного кодирования для квантования, как в JPEG-сжатых изображениях, могут появляться несколько типов артефактов:
- блочные искажения
- волны
- кольца
- шумы вокруг краёв, размытие

## Видео

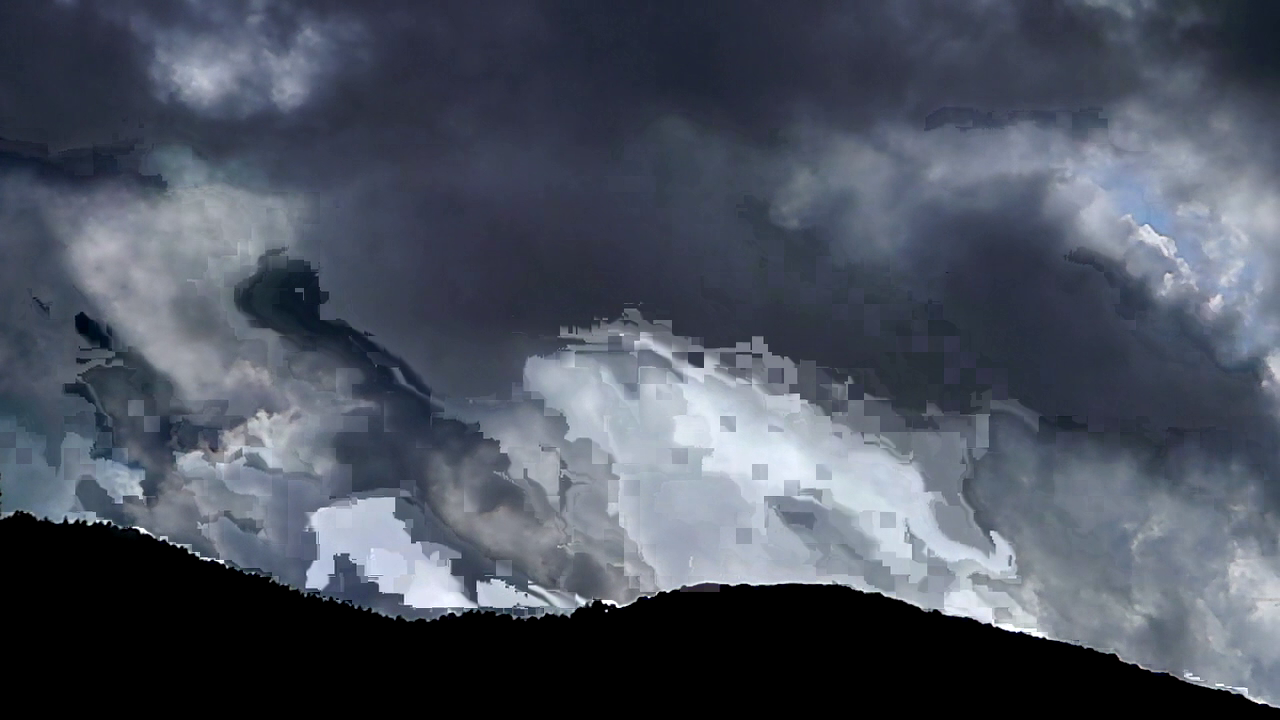
Пример изображения с артефактами из-за ошибки передачи

Когда используется предсказание движения, как в MPEG-1, MPEG-2 или MPEG-4, артефакты сжатия, как правило, остаются в нескольких поколениях распакованных кадров и перемещаются с оптическим потоком изображения, что приводит к своеобразному эффекту, нечто среднее между эффектом рисования и грязью, который перемещается вместе с объектами.
Ошибки данных в сжатом битовом потоке, возможно из-за ошибок передачи, могут приводить к ошибкам, подобным большим ошибкам квантования, или могут полностью нарушать анализ потока данных в течение короткого времени, что приводит к «распаду» изображения. Когда в битовом потоке происходят грубые ошибки, декодеры продолжают применять обновления к повреждённому изображению на короткий промежуток времени, создавая эффект «призрак», до получения следующего независимо сжатого фрейма.